# Marge Piercy
Marge Piercy (Detroit, 31 de março de 1936) é uma poeta, escritora e ativista social norte-americana. 
Marge é autora de Woman on the Edge of Time; He, She and It, que ganhou em 1993, o Arthur C. Clarke Award; e Gone to Soldiers que fez parte da lista do New York Times Best Seller  e é um romance histórico  ambientado durante a Segunda Guerra Mundial.

## Biografia
Piercy nasceu em Detroit, Michigan, filha de Bert (Bunnin) Piercy e Robert Piercy. Após se formar no ensino médio no Mackenzie High School, Marge tornou-se a primeira em sua família a ir para a faculdade, estudando na Universidade de Michigan. Ganhou um Hopwood Award de Poesia e Ficção (1957), o que lhe permitiu terminar a faculdade e passar algum tempo na França. Ela conseguiu seu mestrado na Northwestern University. Seu primeiro livro de poemas, Breaking Camp, foi publicado em 1968.
Uma boa aluna desde seus primeiros anos, Piercy desenvolveu um amor pelos livros quando ela teve uma febre reumática na pré-adolescência e pouco podia fazer, mas lia bastante. A literatura "me ensinou que há um mundo diferente lá fora, que havia todos esses horizontes que eram muito diferentes do que eu poderia ver".
Piercy foi uma voz feminista significativa tanto na Nova Esquerda quanto no grupo chamado Estudantes para uma Sociedade Democrática.

## Escrita
Piercy é autora de mais de dezessete volumes de poemas, entre eles The Moon is Always Female (1980, considerado um clássico feminista ) e The Art of Blessing the Day (1999), bem como de quinze romances, uma peça de teatro (The Last White Class, em co-autoria com seu terceiro e atual marido Ira Wood), duas coleções de ensaios (Parti-colored Blocks for a Quilt e My Life, My Body), um livro de não-ficção e um livro de memórias. Ela contribuiu com os capítulos chamados "The Grand Coolie Damn" e "Song of the fucked duck" em 1970 na antologia Sisterhood is Powerful: An Anthology of Writings From The Women's Liberation Movement, editada por Robin Morgan.
Seus romances e poemas têm, geralmente, um foco nos aspectos feministas ou em preocupações sociais, embora possuam uma variedade muito grande de temas e estruturas narrativas. Enquanto Body of Glass (publicado nos Estados Unidos como He, She and It) é um romance de ficção científica que ganhou o Arthur C. Clarke Award, e alterna a ação entre um futuro distópico e a cidade de Praga do século XVII, City of Darkness, City of Light se passa totalmente durante a Revolução Francesa. Woman on the Edge of Time também alterna entre o presente da sua escrita e vários futuros. Outros de seus romances, como Summer People and The Longings of Women são romances realistas que se passam nos dias de hoje. Todos os seus livros procuram enfatizar um foco na vida das mulheres protagonistas.
Woman on the Edge of Time (1976) mistura uma história de viagem no tempo com questões de justiça social, feminismo e o tratamento de doentes mentais. Este romance é considerado um clássico da utopia "especulativa" de ficção científica, bem como um clássico feminista. William Gibson tem apontado Woman on the Edge of Time como o berço do Cyberpunk. Piercy diz isso em uma introdução para o Body of Glass. Body of Glass (He, She e It) (1991) projeta um mundo cujo meio ambiente foi arruinado e o governo foi reduzido e dominado por multinacionais, que permitem o alastramento de mega-cidades cheias de violência e conflitos sociais, além de trazer uma versão futurista da então nascente Internet, através do qual Piercy tece elementos do misticismo Judáico e a lenda do Golem, apesar de uma das linhas mestras do enredo ser a personagem principal tentando recuperar a guarda de seu filho.
Muitos dos romances de Piercy contam suas histórias a partir do ponto de vista de vários personagens, seja em primeira pessoa ou em terceira pessoa. Ela fala sobre a Segunda Guerra Mundial no romance histórico, Gone to Soldiers (1987), por meio da vida de nove personagens principais nos Estados Unidos, Europa e Ásia. A primeira pessoa que nos conta algo em Gone to Soldiers é a adolescente Jacqueline Levy-Monot, através de seu diário em francês, sendo seguida de um capítulo em terceira pessoa que conta o que acontece após a captura dela pelos Nazistas.
Para Piercy, a poesia tende a ser altamente pessoal, abusando do verso livre e, muitas vezes, pautando a temática dos poemas nas mesmas preocupações com o feminismo e as questões sociais. Seu trabalho mostra compromisso com o sonho de mudança social (o que se pode chamar, em hebráico, de tikkun olam, ou a reparação de todo o mundo), enraizado na história, nas simbologias judáicas, e em uma variedade de paisagens e definições.

## Obras

### Romances
- Going Down Fast, 1969
- Dance The Eagle To Sleep, 1970
- Small Changes, 1973
- Woman on the Edge of Time, 1976
- The High Cost of Living, 1978
- Vida, 1980
- Braided Lives, 1982
- Fly Away Home, 1985
- Gone To Soldiers, 1988
- Summer People, 1989
- He, She And It (Body of Glass), 1991
- The Longings of Women, 1994
- City of Darkness, City of Light, 1996
- Storm Tide, 1998 (com Ira Wood)
- Three Women, 1999
- The Third Child, 2003
- Sex Wars, 2005

### Contos
- The Cost of Lunch, Etc., 2014

### Coletâneas de poesia
- Breaking Camp, 1968
- Hard Loving, 1969
- Barbie Doll, 1969
- 4-Telling (com Emmett Jarrett, Dick Lourie, Robert Hershon), 1971
- To Be of Use, 1973
- Living in the Open, 1976
- The Twelve-Spoked Wheel Flashing, 1978
- The Moon is Always Female, 1980
- Circles on the Water, Poemas Escolhidos, 1982
- Stone, Paper, Knife, 1983
- My Mother's Body, 1985
- Available Light, 1988
- Early Ripening: American Women's Poetry Now (ed.), 1988; 1993
- Mars and her Children, 1992
- What are Big Girls Made Of, 1997
- Early Grrrl, 1999.
- The Art of Blessing the Day: Poems With a Jewish Theme, 1999
- Colours Passing Through Us, 2003
- The Hunger Moon: New and Selected Poems, 1980-2010, 2012
- Made in Detroit, 2015

### Outras obras e não-ficção
- "The Grand Coolie Damn" e "Song of the fucked duck" in Sisterhood is Powerful: An Anthology of Writings From The Women's Liberation Movement, 1970, edited by Robin Morgan
- The Last White Class, (peça em coautoria com Ira Wood), 1979
- Parti-Colored Blocks For a Quilt, (ensaios), 1982
- The Earth Shines Secretly: A book of Days, (calendário e diário), 1990
- So You Want to Write, (manual de escrita criativa), 2001
- Sleeping with Cats, (memórias), 2002
- My Life, My Body (Outspoken Authors), (ensaios, poemas e memórias), 2015